# Paolo Prencipe
Paolo Prencipe (Foggia, 17 agosto 1938) è un compositore, arrangiatore e produttore discografico italiano.
Tra i suoi successi Linda bella Linda, lanciata dai Daniel Sentacruz Ensemble al Festival di Sanremo 1976, firmata con lo pseudonimo Querencio.

## Biografia
Nel 1952 lascia Foggia, la sua città, dove ha iniziato l'attività musicale, e negli anni '60 guida un'orchestra con cui suona nei principali locali italiani; nel 1969 fonda insieme a Pasquale Vitali la casa discografica Padana
Nel 1973 partecipa per la prima volta al Festival di Sanremo con Cara amica, presentata da Bassano, mentre aL Festival di Sanremo 1975 presenta quattro brani: L'incertezza di una vita, Topolino piccolino, 1975… amore mio e Piccola bambina cara.
Il suo più grande successo lo ottiene l'anno successivo con Linda bella Linda,
che fu il maggiore successo discografico di quell'edizione del festival
che ha anche successo in Svizzera e che viene incisa anche in francese da Sheila.
A partire dalla seconda metà degli anni '70 lavora come consulente per molte case discografiche.

## Le principali canzoni scritte da Paolo Prencipe
| Anno | Titolo (Titolo originale) | Autori del testo                          | Autori della musica       | Interpreti                |
| ---- | ------------------------- | ----------------------------------------- | ------------------------- | ------------------------- |
| 1968 | Quadrifoglio              | Teresina Ferrari e Riccardo Sciancalepore | Paolo Prencipe            | Fiamma                    |
| 1973 | Cara amica mia            | Francesco Specchia e Vitaliano Caruso     | Paolo Prencipe            | Bassano                   |
| 1975 | Topolino piccolino        | Francesco Specchia                        | Paolo Prencipe            | Le Nuove Erbe             |
| 1975 | L'incertezza di una vita  | Francesco Specchia e Sabino Sciannamea    | Paolo Prencipe            | Stefania                  |
| 1975 | 1975… amore mio           | Francesco Specchia                        | Paolo Prencipe            | Emy Cesaroni              |
| 1975 | Piccola bambina cara      | Francesco Specchia e Sabino Sciannamea    | Paolo Prencipe            | Kriss and Saratoga        |
| 1976 | Linda bella Linda         | Francesco Specchia e Sentacruz            | Querencio e Ciro Dammicco | Daniel Sentacruz Ensemble |